# マウリツィオ・フェラーリス
マウリツィオ・フェラーリス（Maurizio Ferraris, 1956年2月7日、トリノ - ）は、イタリアの哲学者。新実在論と呼ばれる哲学的潮流に棹さしており（『Manifesto of New Realism』（ニューヨーク州立大学出版局、2012年）を発表）、思弁的実在論やオブジェクト指向存在論と顕著な親近性を持つ哲学者である。フェラーリスは学生時代にジャンニ・ヴァッティモのもとで学び、またジャック・デリダからも影響を受けたため、当初は解釈学の理論家として研究を進めていたが、次第に分析哲学にも注意を向けるようになった。長年にわたり、大陸哲学と分析哲学の両アプローチを総合してうまく使いこなしており、認識領野におけるカント的図式主義を拒否する新たな存在論的実在論を生み出している。
1995年からトリノ大学文学・哲学科の教授を勤めており、CTAO（大学間連携理論・応用存在論センター）とLabOnt（存在論研究所）の運営も行っている。トリノ大学、パリ大学、ハイデルベルク大学で学び、ヨーロッパの多くの主要な大学での教育経験がある。『Rivista di Estetica』のディレクター、『Critique』、『aut aut』の理事でもある。1989年から2010年まで『La Repubblica』の文化欄コラムニストも務めていた。専門は解釈学、美学、存在論。

## 略歴
フェラーリスは1979年にトリノ大学哲学科を卒業した。指導教員はジャンニ・ヴァッティモ。キャリアの初期には、教育、研究、文化ジャーナリズムの3つの草鞋を履いていた。1979年から1988年にかけて『Alfabeta』の編集者、共同ディレクターを務めた。他の理事には次のメンバーがいた。アントニオ・ポルタ、ナニ・ベレストリーニ、マリア・コルティ、ウンベルト・エーコ、フランチェスコ・レオネッティ、ピエル・アルド・ロヴァッティ、パオロ・ヴォルポーニ。1980年代初期にデリダとの交友が始まり、哲学的に深い影響を受けた。教員として、マツェラータ大学で2年間（1982～1983年）教えたのち、1984年にトリエステ大学に移籍。その間も、断続的にハイデルベルク大学に滞在した。ドイツでガダマーと連絡を取り合うようになったことを契機に、解釈学の研究を開始した。1995年、フェラーリスはトリノ大学に招聘され、美学の専任教授に就任、1999年には形而上学（理論哲学）も教え始めるようになった。また、1998年から2001年の間、フランスの国際哲学コレージュのプログラム・ディレクター（教員）を勤め、一方で存在論研究所（LabOnt）と大学間連携理論・応用存在論センター（CTAO）を設立した。現在のフェラーリスの肩書は次の通り。トリノ大学哲学教授、LabOntディレクター、CTAOディレクター、ケーテ・ハンブルガー・コレーグ「文化としての法」（ボン大学）フェロー、東南ヨーロッパ先端研究センター（リエカ大学）名誉フェロー、アメリカにある先端研究イタリアン・アカデミーのフェロー、アレクサンダー・フォン・フンボルト財団フェロー。これまでに、フランスの国際哲学コレージュのディレクター、社会科学高等研究院（パリ）の客員教授を務めたほか、ヨーロッパや北米の大学で教鞭をとってきた。『La Repubblica』のコラムニスト、『Rivista di Estetica』ディレクター、『Critique』と『Revue francophone d’esthétique』の共同ディレクターを歴任。約50冊の著書があり、それらは数カ国語に翻訳されている。英訳された著作は次の通り。『History of Hermeneutics』（ヒューマニティーズ出版、1996年）、『Documentality or Why it is Necessary to Leave Traces』（フォーダム大学出版局、2012年）、『Goodbye Kant!』（ニューヨーク州立大学出版局、2013年）、『Where Are You? An Ontology of the Cell Phone』（フォーダム大学出版局、2014年）、『Manifesto of New Realism』（ニューヨーク州立大学出版局）。マウリツィオ・フェラーリスの専門領域は美学、解釈学、そして社会存在論であり、ドキュメンタリティ理論と現代の新実在論の提唱者として知られている。

## 思想
フェラーリスは当初、フランスのポスト構造主義哲学に関心があり、ジャン＝フランソワ・リオタール、ミシェル・フーコー、ジャック・ラカン、ジル・ドゥルーズといった哲学者に注目していた。思想形成の上で特に重要な役割を果たしたのは1981年に知り合ったジャック・デリダであり、フェラーリスにとって研究仲間であるだけでなく、次第に友人としても付き合うようになった。この時期の思想は次に挙げる初期の著作で知ることができる。『Differenze』（1981年）、『Tracce』（1983年）、『La svolta testuale』（1984年）。幾冊かの著作はデリダに捧げられている。『Derrida』（1990年）、『Honoris causa a Derrida』（1998年）、『Introduzione a Derrida』（2003年）、『Il gusto del segreto』（1997年）［英訳：『A Taste for the Secret』ブラックウェル出版、2001年］、そして『Jackie Derrida. Ritratto a memoria』（2006年）。ガダマーとの協働が1980年代初期に始まったことで、フェラーリスは解釈学にも目を向けるようになった。解釈学に関する著作は次の通り。『Aspetti dell’ermeneutica del Novecento』（1986年）、『Ermeneutica di Proust』（1987年）、『Nietzsche e la filosofia del Novecento』（1989年）、主著は『Storia dell’ermeneutica』（1988年）と『History of Hermeneutics』（ヒューマニティーズ出版、1996年）である。

## ターニング・ポイント
1980年代末に、フェラーリスはハイデガーとハンス・ゲオルク・ガダマーの思想伝統に対して鋭い批判を繰り広げた。彼は、ポスト構造主義を駆使して、ロマン主義的・観念論的な遺物に挑戦したのである。批判を通じて、フェラーリスは精神と文字の関係を再検討し、伝統的な見方を覆そうとした。つまり、哲学者に限らず、これまで人は文字（書類その他の記銘手段により制度化された規則と制約）を精神（思考と意志）より劣るものであると考える傾向にあった。それは、精神は文字と違って、創造的な自由を持つものだとみなされていたからである。しかしフェラーリスは逆に文字こそが精神に先んじ、精神を基礎付けるものだと考えた。こうして、このイタリアの哲学者の思索は第2ステージへと進んだのである。
フェラーリスは解釈学的相対主義とデリダ流の脱構築の双方を打ち捨て、ある種の実在論的客観主義を奉ずるようになった。「ラディカルな解釈学は、客観性と実在性が暴力と濫用の原理だと捉えているが、実のところ、精神と文字の関係が逆転することによって、それらの性質は恣意性を防ぐ唯一の防御なのだと言えるのである」。道徳に適用されるこの原理は、解釈とは独立の実在的領域を認めることを基礎としている。変更不可能なもの（unamendable）として理解される外的世界、そして概念枠組みと感覚経験（「感覚知覚の学」という語源通りの意味での美学・感性学（aesthetics））の間の関係がフェラーリスの研究の第2段階で中心的なテーマとなっており、知覚心理学者のパオロ・ボッツィによる素朴物理学の視点を通じたカントの再読がこの時期になされた。フェラーリスの「批判的存在論（critical ontology）」は、日常世界は大部分において、概念枠組みによっては計り知れないものだと理解する。この原則を捉え損なうとすれば、それは存在論（存在の領域）と認識論（知識の領域）を混同して捉えることが原因だとされる。この混同はフェラーリスによって批判的に主題化されており、存在は知識と違って変更不可能性をもつという点が強調される。実在論についての思索は、2011年に『Manifesto of New Realism』として結実した。

## 社会存在論からドキュメンタリティへ
批判的存在論から自然に導出される結論とは、外的世界が変更不可能であること、そしてカント的超越論哲学が正しく適用される対象の領域があり、それは社会的対象であること、これらである。フェラーリスの新たな思想の展開は『Dove sei? Ontologia del telefonino』（2005年）［英訳：『Where are you? Ontology of the Cell Phone』（フォーダム大学出版局）］の出版とともに始まり、引き続いてバッボ・ナターレとの共著『Gesù adulto』（2006年）、『Sans Papier』（2007年）、『La fidanzata automatica』（2007年）、『Il tunnel delle multe』（2008年）が発表された。ここで基礎となる主張は次のようなものである。つまり、存在論と認識論を弁別し、「対象＝記銘された行為（object = inscribed act）」という構成的規則によって統制される社会的対象の領域の自律性を承認することによって、デリダによる「テクストの外部には何もない（there is nothing outside the text）」（もともとのデリダの主張を文字通り訳せば「外部のテクストは何もない（there is no outside text）」という非文である）というテーゼの修正が可能になり、ジョン・サールの主張に反して「テクストの外に社会的なものは何もない（there is nothing social outside the text）」という命題を理論化できるということである。こうして円熟段階に至ったフェラーリスの思想は、彼の主著とも言える『Documentalità. Perché è necessario lasciar tracce』（2009年）［英訳：『Documentality. Why It Is Necessary to Leave Traces』（フォーダム大学出版局、2010年）］で体系化された。また、マウリツィオ・フェラーリスとレオナルド・カッフォが編んだ『Monist』の特集号でもその成果は披露されている。

## ドキュメンタリティ
現在、最も影響力をもつ社会存在論はアメリカの哲学者ジョン・サール（Searle 1995）によって定式化されたものだが、それは集合的志向性（collective intentionality）に基づいた理論であり、集合的志向性こそが物理的対象（例：紙切れ）を社会的対象（例：銀行券）への変換を保証する、としている。バリー・スミス（Smith 2003）が指摘するように、このアプローチでは消極的実体（借金など、物理的対応物が存在しないように思われるもの）や、ウェブによって生成された非触覚的な新しい社会的対象を説明することができないという難点がある。マウリツィオ・フェラーリス（Ferraris 2005）が提唱するドキュメンタリティ（documentality）理論は、社会的対象は常に社会的行為の記録であると主張することで、この問題に解決を与えようとしている。この理論であれば、消極的実体であれウェブ上の潜在的実体であれ、どちらも他の社会的対象と同様に記録によって構成されていると説明できる。ドキュメンタリティ理論にとって、社会的現実の構成的規則とは「対象＝記銘された行為（Object = Inscribed Act）」である。ここで、「記銘された（inscribed）」は「記録された（recorded）」と等しい意味を持つ。つまり、社会的対象とは社会的行為（最低でも2人を伴う行為）の結果であり、それは何らかの支持体によって記録されるという性質をもつ。その際、支持体となるものは、その行為に携わる人々の心も含まれる（約束のように、非公式な社会的行為の場合）。ドキュメンタリティ理論はフェラーリス（Ferraris 2009）によって体系的な存在論として明確化され、スミス（Smith 2012）によってドキュメント行為（document acts）の理論として展開された。この理論には3つの主要な利点がある。第一に、ウェブ世界におけるドキュメントと記録機器の急速な増加が、この理論が提唱する社会的現実の構成的規則によって非常に上手く説明される。第二に、社会的現実は、社会的行為の遂行者として主体の存在を必要とする一方で、それとは独立に、時には主体が知らないうちにも発展していく（景気低迷は、誰一人もそれに気付かずとも発生する）が、この事態をドキュメンタリティ理論は説明できている。第三に、社会的現実を集合的志向性による行為に基づかせるアプローチは社会構築主義を増長してしまう（Searle 2010）が、ドキュメンタリティ理論はむしろ「新実在論（new realism）」に内実を与えることに成功しており、それによって大陸哲学をポストモダニズムの袋小路から救出し、分析哲学へと再接続することができる。

## 新実在論

### 文脈
マウリツィオ・フェラーリスの実在論的転回は、アートの哲学としてではなく、知覚と感覚経験の存在論としての美学・感性学（aesthetics）の定式化に端緒を発しており、『Manifesto del nuovo realismo』（2012年）［英訳：『Manifesto of new realism』ニューヨーク州立大学出版局］で更にその傾向を強めている。フェラーリスは新実在論の原理について『La Repubblica』（2011年8月8日）で言及し、大きな議論を引き起こしたが、基本的には新実在論は歴史的、文化的、政治的な現象についての考察（ポストモダニズムがポピュリズムに堕落したことについての分析）によって得られたものである。そして考察を進めた結果、ポストモダニズムの逸脱が現代思想に何をもたらしたかを明らかにする必要が生まれた（主体と実在の関係が逸脱してしまったことに応答して、前世紀末に発展し始めた哲学的実在論と「真理の理論」を解釈するという作業）。ここから、退廃的なポストモダンのイデオロギーと、それが生み出した世界との偽りの関係に対する解毒剤が提案されたのである。実際、新実在論は自らを「存在論」、「批判」、「啓蒙」という3つのキーワードと連動するものだと自称している。新実在論は国内外のいくつもの会議で議論のテーマとして扱われ、実在を範型（パラダイム）として捉えるというコンセプトに関する文献は数多く出版されており、そこには哲学以外の分野での研究も含まれる。事実として、新実在論を巡る議論は、それに関わる人の数とメディアの反応の大きさから見て、近年の文化史の中で他に類をみない現象であり、コミュニケーション社会学や言語学の分析対象として「ケーススタディ」に選ばれるほどにまでなっている。
国外に目を転じると、『Manifesto of new realism』はすでにチリのスペイン語とスペイン語に翻訳されており、英訳（ニューヨーク州立大学出版局）、独訳（クロスターマン出版）、仏訳（エルマン社）も出版が予定されている。新実在論はこれまでに『フランクフルター・アルゲマイネ・ツァイトゥング』、『ノイエ・チュルヒャー・ツァイトゥング』、『南ドイツ新聞』で議論された。『Monist』の特集号（マウリツィオ・フェラーリスとマリオ・デ・カロの共編）も間もなく発行される。加えて、このテーマはマルクス・ガブリエルの『Warum es die Welt nicht gibt』（ベルリン：ウルシュタイン出版、2013年）や、マウリシオ・ベウショート（メキシコ国立自治大学）とホセ・ルイス・ヘレス（コマウエ国立大学）の『Manifiesto del nuevo realismo analógico』（ブエノスアイレス：シルクロ・ヘルメニューティコ社、2013年）でも検討されている。

### 歴史
解釈学の枠組み内部における構築主義的・虚無主義的帰結への反動として、マウリツィオ・フェラーリスはいわゆる「新実在論（New Realism）」を提唱した。この哲学的プロジェクトは、マリオ・デ・カロのような分析哲学者だけでなく、マウリシオ・ベウショートやマルクス・ガブリエルのような大陸哲学者とも共有する方向性を有している。新実在論はまた、ウンベルト・エーコ、ヒラリー・パトナム、ジョン・サールといった大物哲学者の支持も集めているほか、同様の背景のもと新実在論とは独立に発生した実在論的運動であり、フランスの哲学者クァンタン・メイヤスーやアメリカの哲学者グレアム・ハーマンが奉じている「思弁的実在論」とも交差している。自然科学が真理と実在についての体系的な究極的尺度ではないことが徐々に明らかになっていることは事実であり、20世紀の多くの哲学はこれをもとに実在、真理、客観性といった観念と手を切ろうとしてきたが、新実在論によれば、この事実は我々がこうした概念に別れを告げるべき理由にはならないという。むしろ、それが意味することとは、哲学は法学、言語学、歴史学と同様に、世界について何がしか重要かつ真であることを主張しうるということである。この文脈において、新実在論は基本的には消極的実在論（negative realism）として現れてくる。つまり、外部世界が我々の概念枠組みに突きつける抵抗は、虚偽としてではなく、源泉（リソース）として、つまり独立した世界の存在の証明としてとらえるべきなのである。しかしながら、もしこれが正しいとすれば、消極的実在論は積極的実在論（positive realism）へと変化させることができる。なぜなら、実在が我々に抵抗を示すさい、それは我々が乗り越えられない限界を定めるだけでなく、機会と源泉（リソース）を提供してくれているとも言えるからである。このように理解することで、自然界において異なる生物たちがいかなる概念枠組みも共有せずとも相互作用できているのがなぜなのかが説明されるだけでなく、社会において人間が意図し行為を行うことが所与の現実によって可能となり、その現実は後になってからのみ解釈され、そして必要に応じて変革される、という仕組みが説明されるのである。ポストモダニズムの時代が過ぎ去った現在、新実在論こそが建築学、文学、教育学、医学といった学際的分野を刷新するための理論として広く求められているのである。

## 受賞歴
- 2012 "Capalbio" philosophical award
- 2008 "Viaggio a Siracusa" philosophical award
- 2007 "Ringrose Prize", Berkeley University
- 2006 "Castiglioncello" philosophical award
- 2004 "Valitutti" philosophical award
- 1990 "Claretta" philosophical award

## 著作
英訳された著作
- (2013) Goodbye, Kant!
- (2013) Documentality
- (1988) History of hermeneutics
- (1997) A Taste for the Secret, with Jacques Derrida, Giacomo Donis and David Webb

イタリア語で書かれた最近の著作
- (2015) Mobilitazione Totale, Rome: Laterza, pg. 113;
- (2013) Realismo Positivo, Turin, Rosenberg e Sellier, pg. 120;
- (2013) Filosofia Globalizzata, edited (and with preface of) by Leonardo Caffo, Milan, Mimesis, pg. 136;
- (2012) Lasciar tracce: documentalità e architettura', Milan, Mimesis, pg. 96;
- (2012) Bentornata Realtà. Il nuovo realismo in discussione (eds.), with Mario De Caro, Einaudi: Turin;
- (2012) Manifesto del nuovo realismo, Rome: Laterza, pg. 113;